# 精神保健判定医
精神保健判定医（せいしんほけんはんていい）とは、心神喪失等の状態で重大な他害行為を行った者の医療及び観察等に関する法律第6条第2項に定める、精神保健審判員の職務を行うのに必要な学識経験を有する医師である。
厚生労働大臣は、精神保健審判員として任命すべき者の選任に資するため、毎年、政令で定めるところにより、精神保健判定医の名簿を最高裁判所に送付しなければならない。